# Isar-Plan
Der Isar-Plan ist ein abgeschlossenes Projekt zur Renaturierung der Isar in München. Von 2000 bis 2011 wurde die Flusslandschaft der Isar in dem acht Kilometer langen Abschnitt im Bereich zwischen Großhesseloher Brücke und Deutschem Museum unter dem Motto „Neues Leben für die Isar“ mit großem Aufwand naturnah gestaltet. Im Zuge der Maßnahme wurde der Hochwasserschutz verbessert, die Flussufer beidseitig naturnäher gestaltet und der innerstädtische Freizeitwert spürbar erhöht.

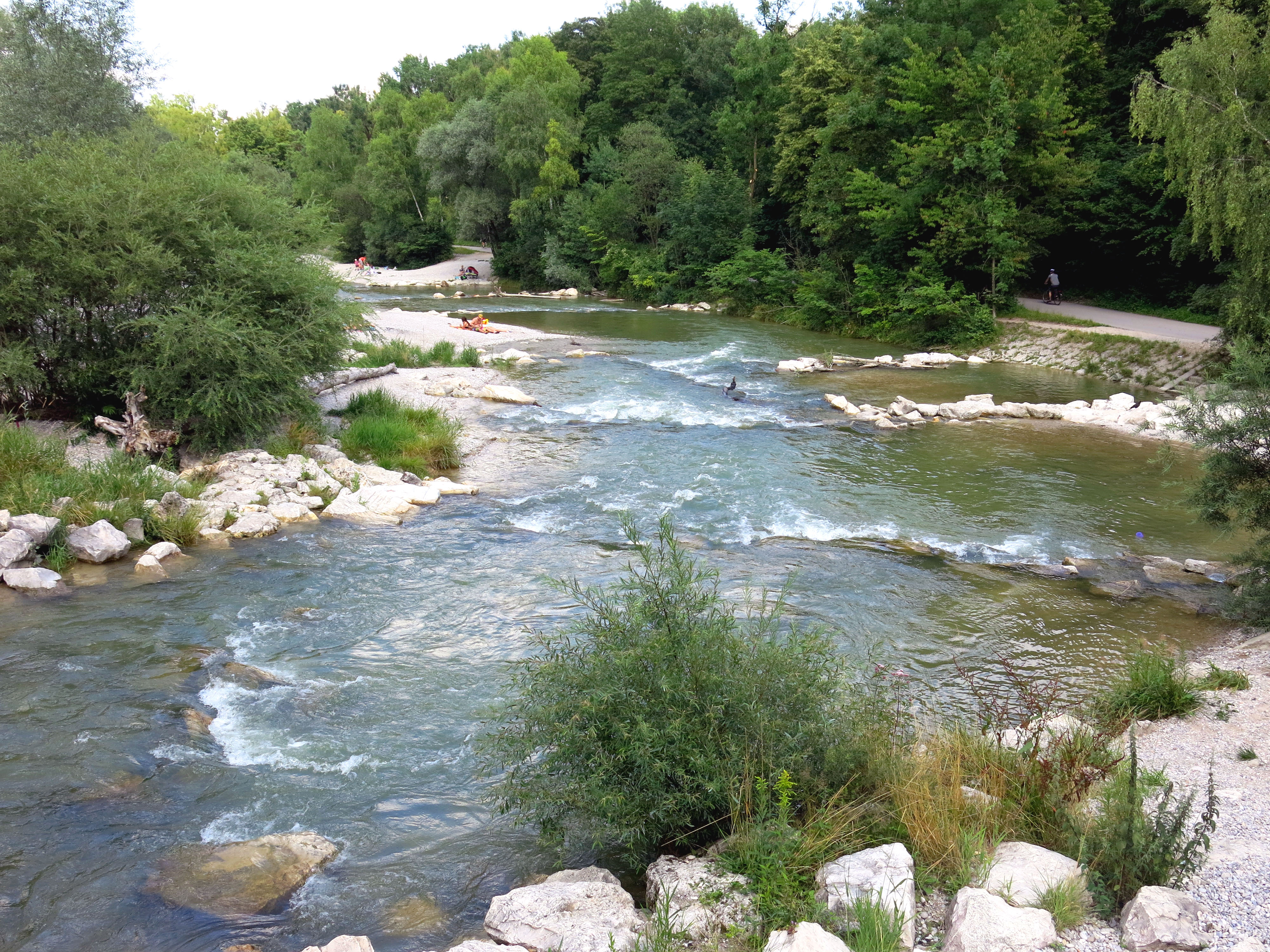
Isara rapidus: Renaturierte Isar

## Ausgangslage
Die Isar durchzieht die Stadt München auf einer Länge von knapp 14 km zwischen dem Wehr Großhesselohe im Süden und dem Oberföhringer Wehr im Norden. Bis Anfang des 19. Jahrhunderts mäanderte die Isar in einem mehrere hundert Meter breiten Flussbett östlich der Stadt entlang. Kiesbänke, Inseln, verzweigte Flussarme und Bäche prägten das Landschaftsbild. Mitte des 19. Jahrhunderts stellte die Isar im Münchner Stadtgebiet eine intakte alpine Flusslandschaft dar.

## Der gebändigte Fluss
Anfang des 19. Jahrhunderts wurde damit begonnen, die Ufer zu befestigen und den Fluss teilweise zu kanalisieren. Wehre, Ufermauern und ein eingeengtes Flussbett sollten die Gefahr eines Hochwassers für die angrenzenden Stadtteile eindämmen. Weitere Regulierungsmaßnahmen waren nötig, als Anfang des 20. Jahrhunderts die ersten Wasserkraftwerke ans Netz gingen. Der systematische Ausbau des Flussbettes ab Mitte des 19. Jahrhunderts und die Nutzung der Wasserkraft in den Kraftwerken des Anfang des 20. Jahrhunderts angelegten Isar-Werkkanals gaben der Entwicklung Münchens einen kräftigen Schub. Die Isar floss in der Folge in einem festgelegten, linearen Bett von circa 150 m Breite dahin, eingegrenzt von Hochwasserwiesen und Hochwasserdeichen. Die Folgen waren erhöhte Fließgeschwindigkeiten und erhebliche Nachteile für Pflanzen und Tiere. Der Fluss war gebändigt, beidseitig in Kaimauern eingezwängt, die Münchner schätzten die technischen Errungenschaften. Sie konnten nahe an den Fluss heranbauen. Doch der Isar fehlte Platz, sich auszubreiten. Das hatte negative Folgen bei Hochwasser: Der Fluss trat früher und öfter über die Ufer, es fehlten die Ausgleichsflächen an den Ufern, bei Hochwasser gab es keinen Puffer für die Wassermassen.

## Erste Pläne
Erste Pläne, die Isar im Stadtgebiet in einigen Abschnitten aus ihrem Korsett aus befestigten Ufern zu befreien und zu renaturieren, entstanden im Zuge der Umweltbewegung in den 1980er Jahren. Die begradigten und einbetonierten Flussstrecken entsprachen nicht mehr den ökologisch geprägten Vorstellungen. 1988 beschloss der Münchner Stadtrat eine naturnahe Umgestaltung der Isar. Eingebunden in die Vorbereitung in dieses Vorhaben waren Bürgerschaft, Verbände, Ministerien und politische Gremien.

## Gemeinschaftswerk von Stadt und Land
Im Jahre 1995 riefen die Landeshauptstadt München und der Freistaat Bayern die Arbeitsgruppe Isar-Plan ins Leben. Beteiligt waren Vertreter des staatlichen Wasserwirtschaftsamts München sowie des Baureferats, des Planungsreferats und des Referats für Gesundheit und Umwelt der Landeshauptstadt München. Die Zielvorgabe lautete: Besserer Schutz vor Hochwasser, mehr Raum und Naturnähe für die Flusslandschaft und höhere Qualität für Freizeit und Erholung. Das Projekt umfasst die 8 km lange Flussstrecke vom Großhesseloher Wehr bis zum Deutschen Museum. Der Isar-Plan wurde zum Gemeinschaftsprojekt des Freistaats Bayern und der Landeshauptstadt. Federführend war der Freistaat, vertreten durch das Wasserwirtschaftsamt München. Mit dem Grundsatzbeschluss des Münchner Stadtrats vom 23. Februar 2000 wurde das Baureferat mit der Bauherrschaft für die Stadt beauftragt.

Sechs Stationen der Isar-Renaturierung
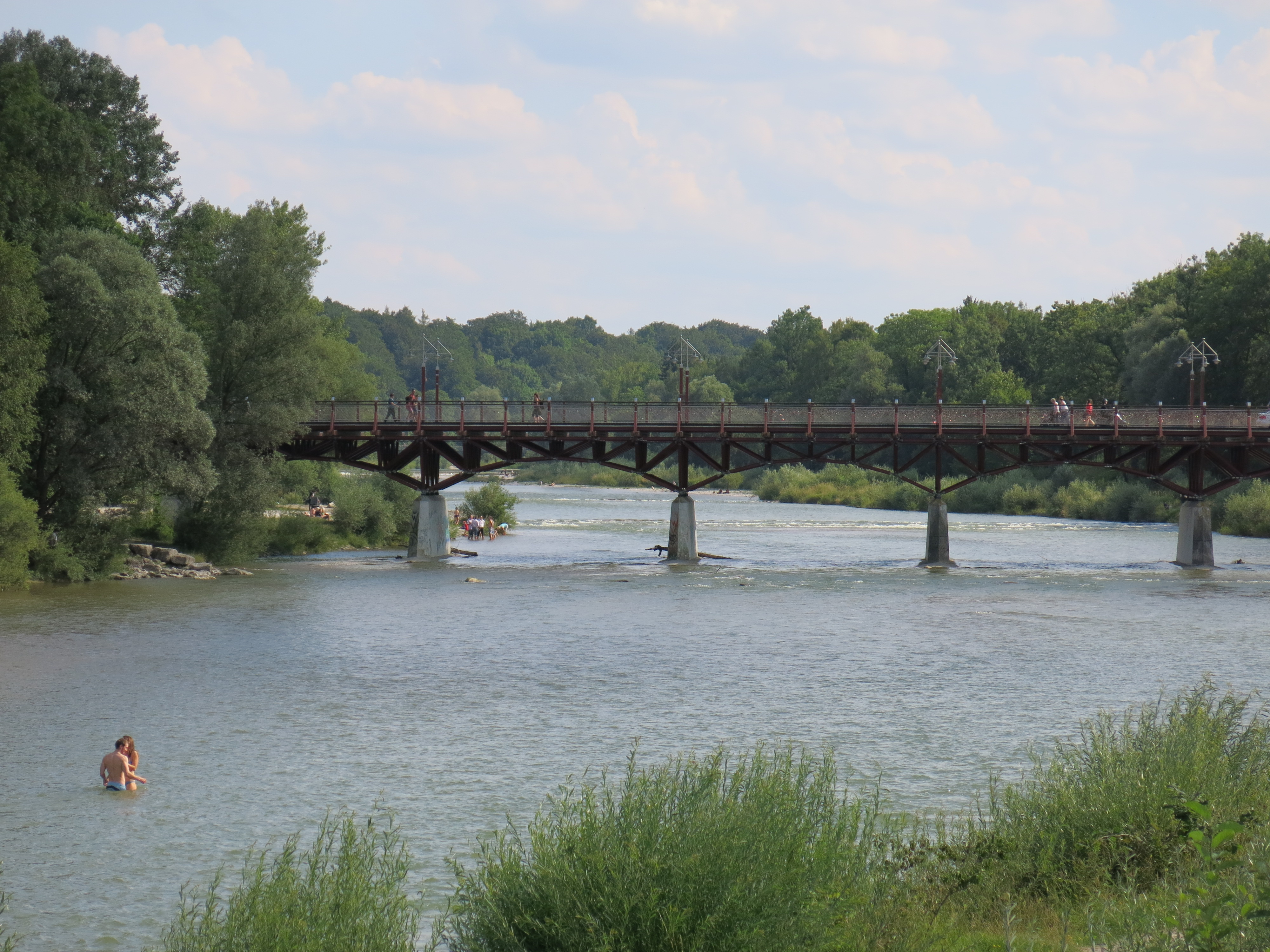
Thalkirchener Brücke
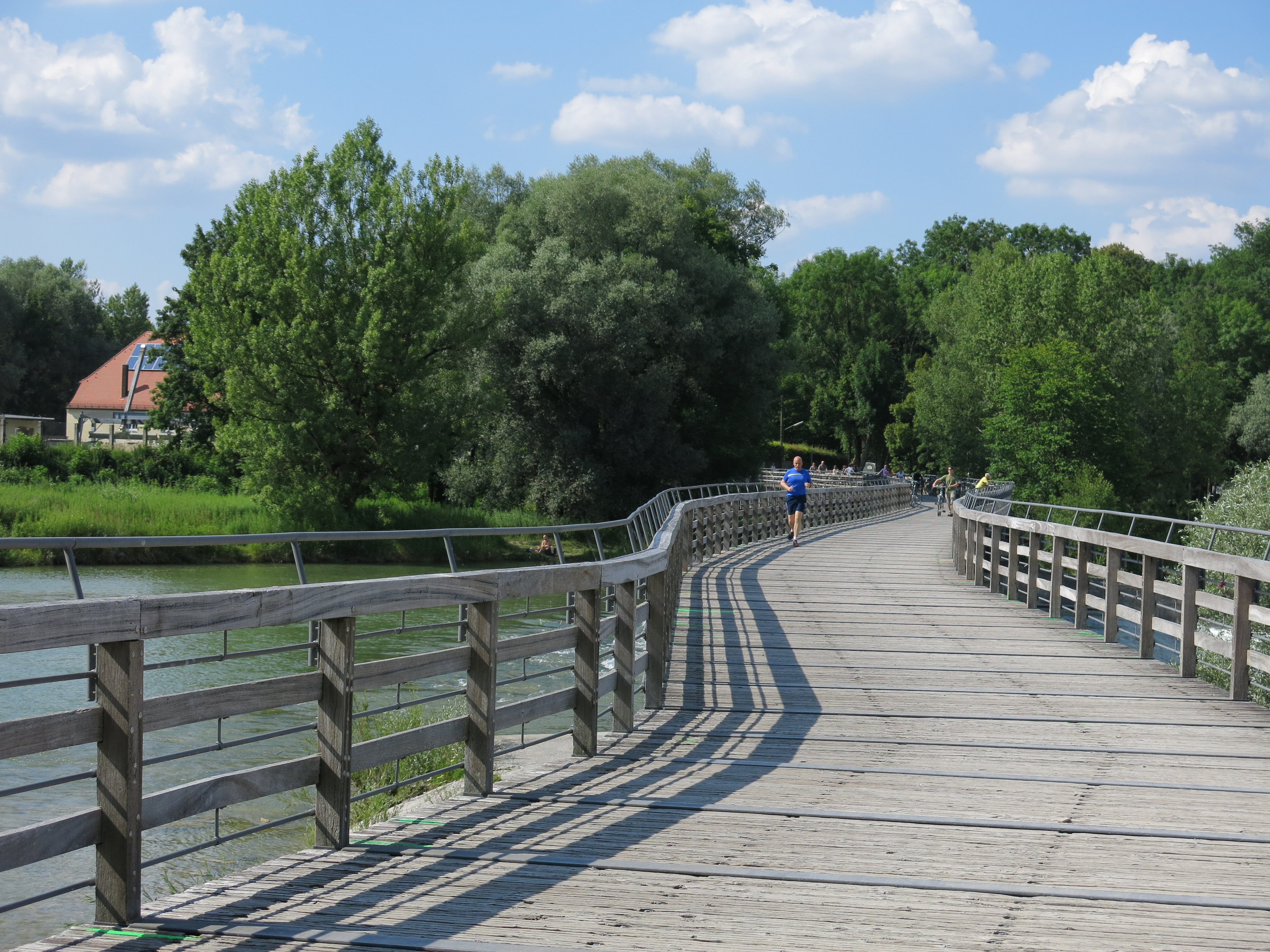
..über Flauchersteg
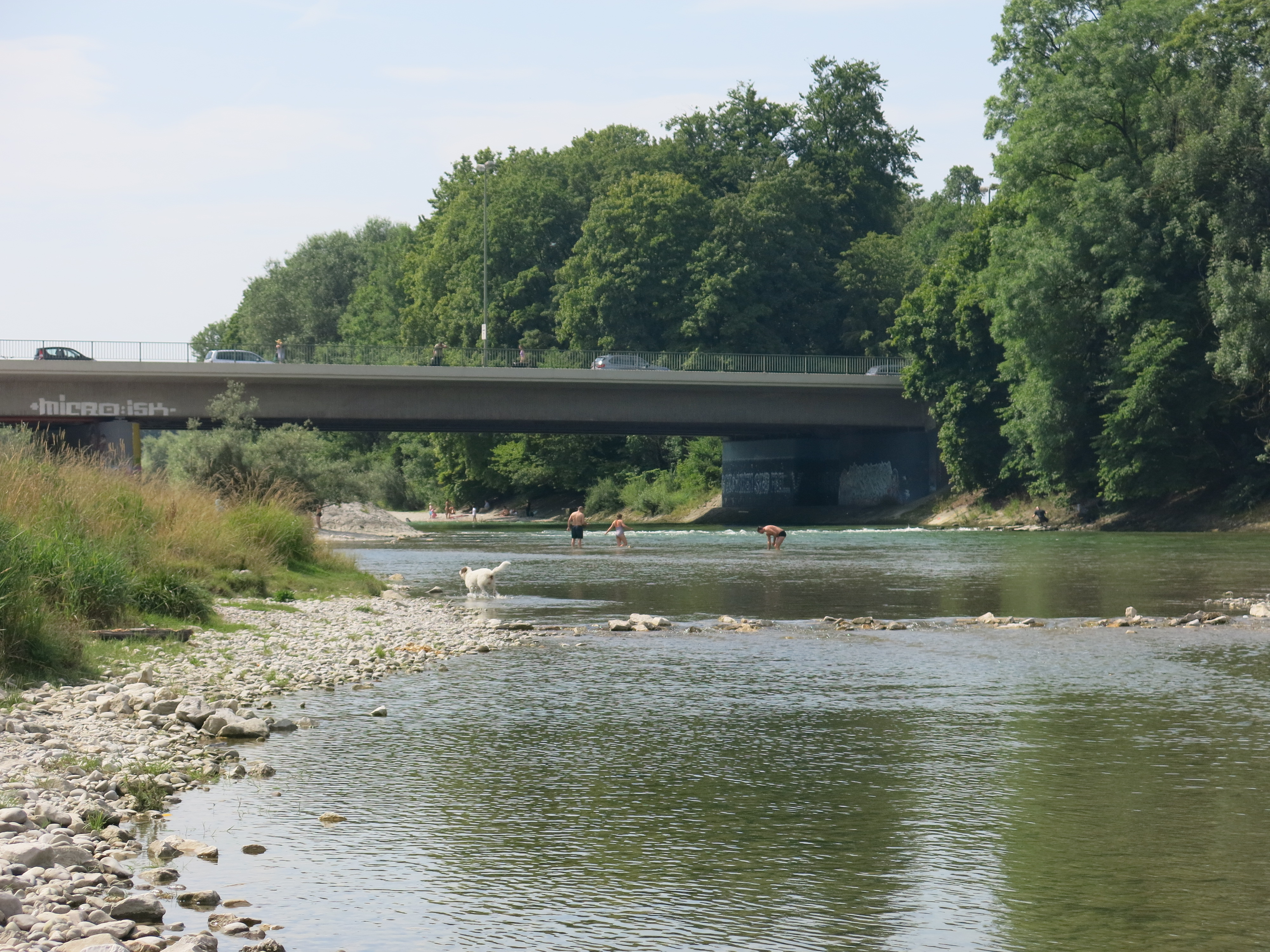
...Brudermühlbrücke
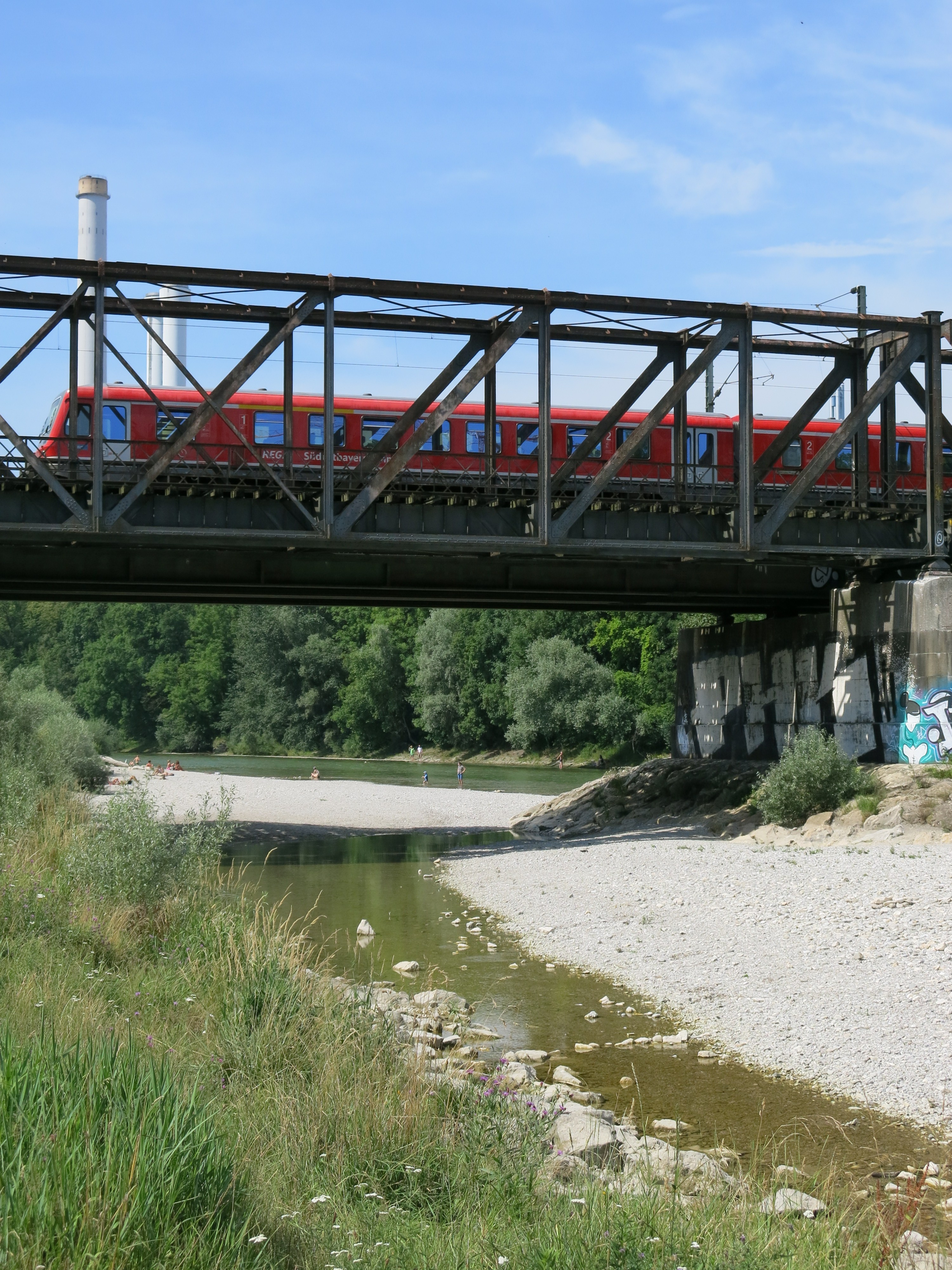
Braunauer Eisenbahnbrücke
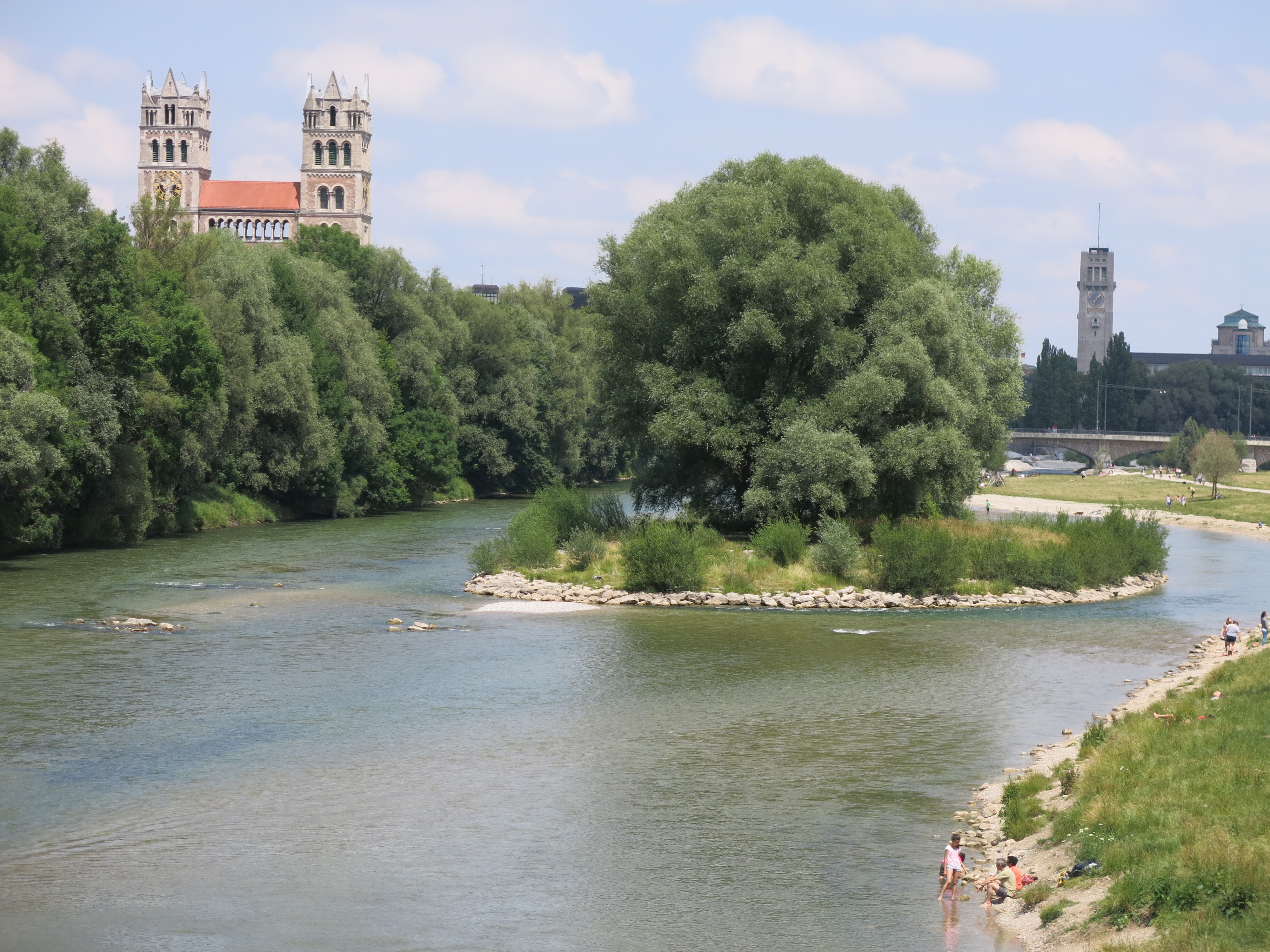
..zur Weideninsel
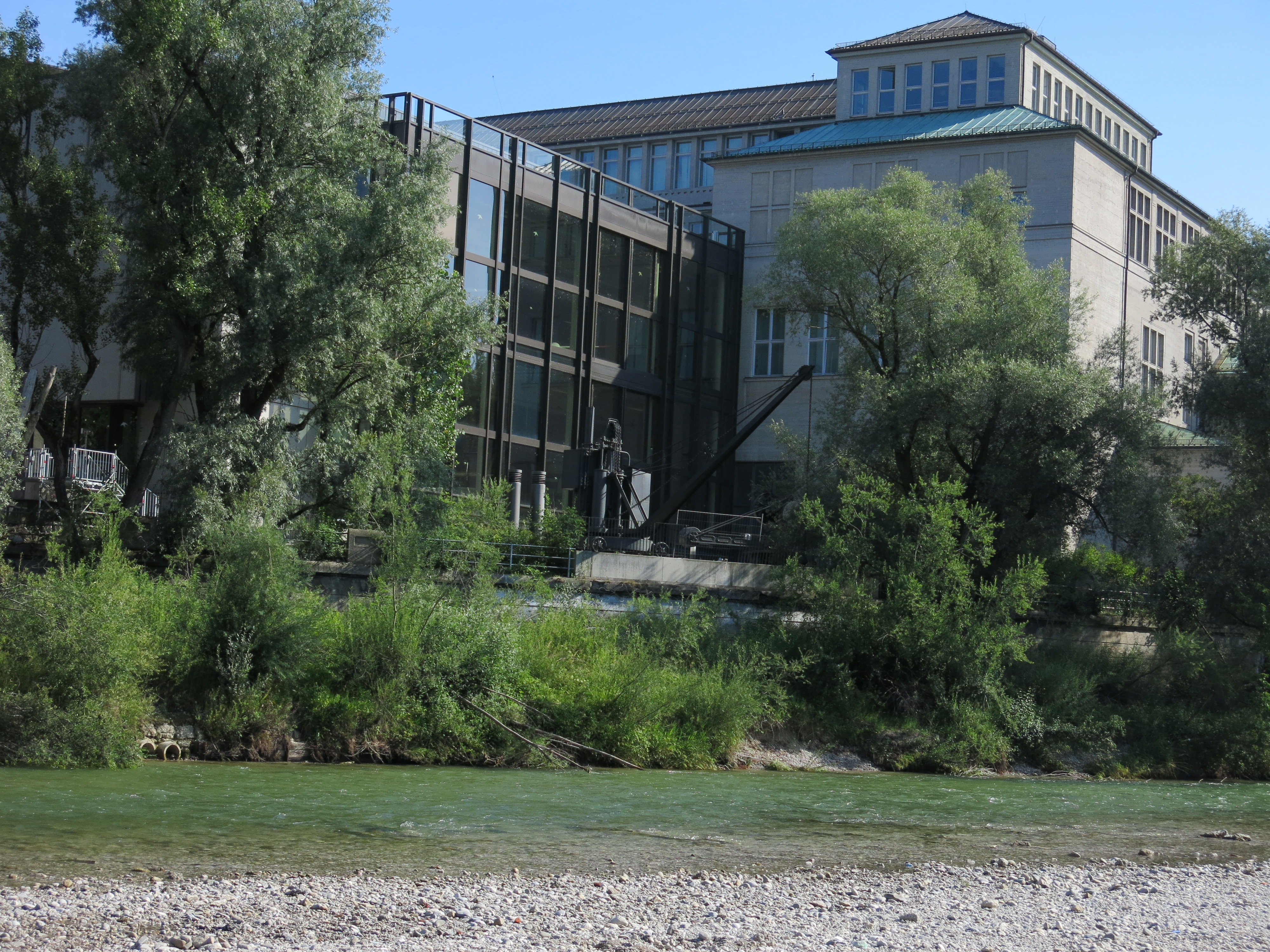
Kleine Isar am Deutschen Museum

## Natur am Fluss
Im Rahmen der Renaturierung wurde das Flussbett erweitert, und die Hochwasserdeiche wurden instand gesetzt. Die steinernen Ufer sind flachen, teilweise terrassenförmigen, begehbaren Ufern gewichen. Unter der Wasserlinie baute man Störsteine und Steingruppen ein. Durch diese entstanden vielfältige Strömungen mit hohen Fließgeschwindigkeiten im Wechsel mit Strömungsschatten als Ruhezonen für die Fische. Zusätzlich wurde an geeigneten Stellen Totholz eingebaut. Es entstanden Kiesflächen und natürliche Uferformationen mit vielen Erholungsmöglichkeiten sowie interessante Sichtbeziehungen zum Fluss. Eine ausreichende Wasserführung und -qualität verbesserte den Lebensraum von Fauna und Flora. Die Isar kann wieder mäandern, bei jedem Hochwasser ihre Ufer und Kiese umverlagern. Isartypische Pflanzen- und Tierarten haben wieder die Chance, sich anzusiedeln.

## Hochwasserschutz
Beim Schutz vor Hochwasser spielen die Hochwasserdeiche eine maßgebliche Rolle. Dabei ist wichtig, wie viel Wasser abfließt. Am Isar-Pegel in München beträgt der Abfluss maximal 1.100 m³/s. Bei diesem Abfluss muss der Freibord mindestens 1,0 m betragen. Um einen besseren Hochwasserschutz zu erreichen, wurde im Rahmen des Isar-Plans das Gewässerbett großzügig aufgeweitet, und die Deichkronen wurden geringfügig erhöht. Um den wertvollen Baumbestand beiderseits der Deiche zu schützen, wurden Erdbetonwände bzw. Vordeiche eingebaut. Es entstanden flache Ufer, vorgelagerte Kiesbänke und Kiesinseln aus Steinblöcken. Die dazwischenliegenden Becken und flache Rampen vermitteln einen naturnahen Eindruck. Damit sich der Fluss bei Hochwassern und beim Mäandern nicht in die Grünflächen eingräbt, wurden im flachen Hochwasserbett sogenannte schlafende Sicherungen aus Wasserbausteinen eingebracht. Auch im letzten Bauabschnitt bis zum Deutschen Museum wurde das Flussbett der Isar aufgeweitet. Dabei wurde das Ostufer grundlegend neu gestaltet, die Ufersituation am Westufer blieb erhalten. Im Zuge dieser für den Hochwasserschutz erforderlichen Aufweitung des Flussbettes wurde die alte Ufersicherung entfernt sowie Kiesbänke und Kiesinseln neu angelegt. Seine erste große Bewährungsprobe bestand der Isar-Plan noch während der Bauphase im August 2005, als ein annähernd hundertjährliches Hochwasser den Fluss bis zu den Deichkronen anschwellen ließ. Das erste große Hochwasser nach Abschluss der Renaturierung war Anfang Juni 2013. Die Isar konnte die Wassermassen gut verkraften. „Man hat die Badewanne größer gemacht“, sagte ein Sprecher des Wasserwirtschaftsamtes München; das renaturierte Flussbett konnte mehr Wasser aufnehmen. Nach dem Abklingen des Hochwassers zeigte sich, dass die Isar den Flusslauf an einigen Stellen verändert hatte, was allerdings von den Wasserbauern einkalkuliert war.

Naturnahe Flussbautechnik
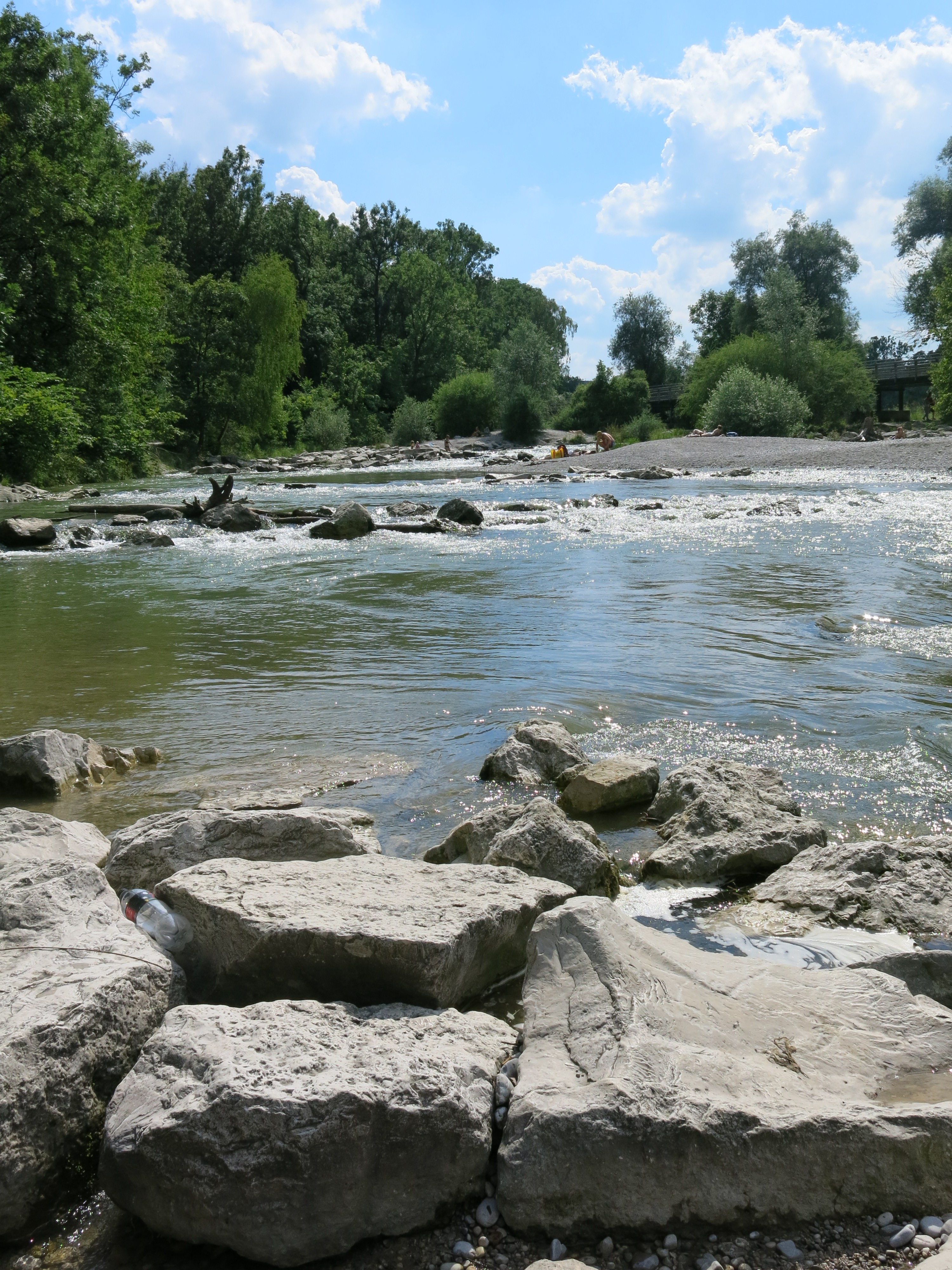
Natursteinufer
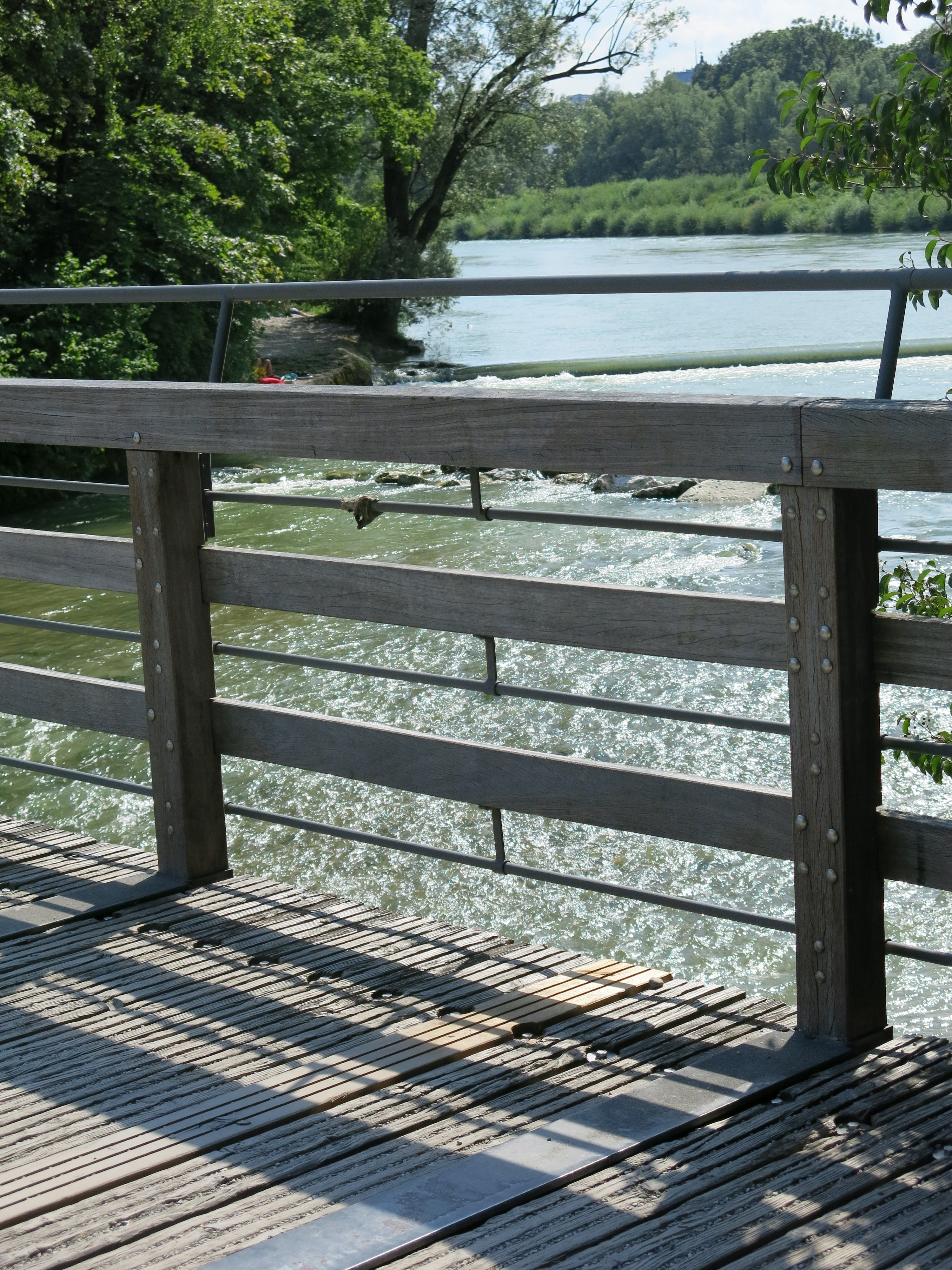
Brücke aus Lärchenholz
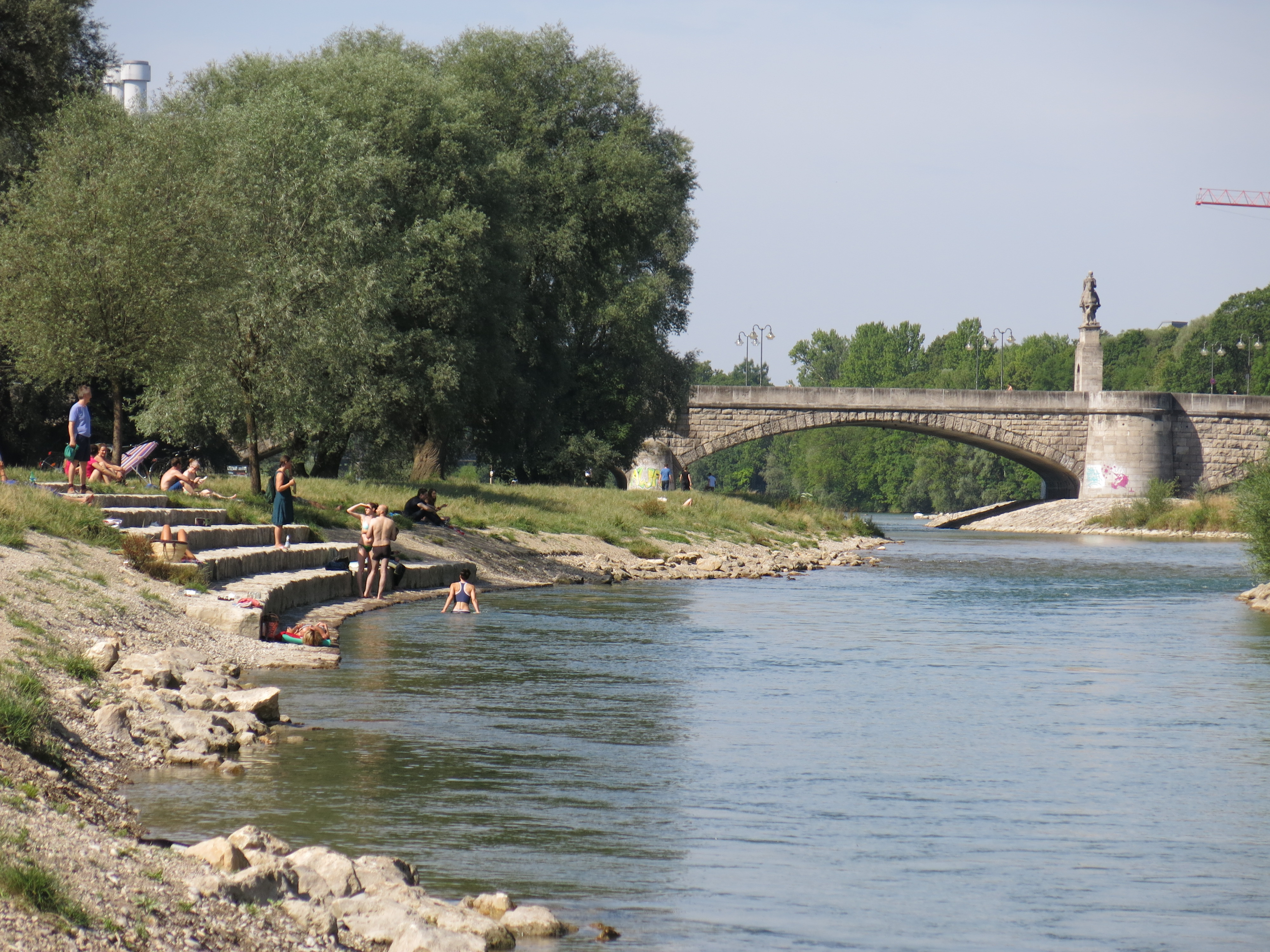
Terrasse aus Naturstein
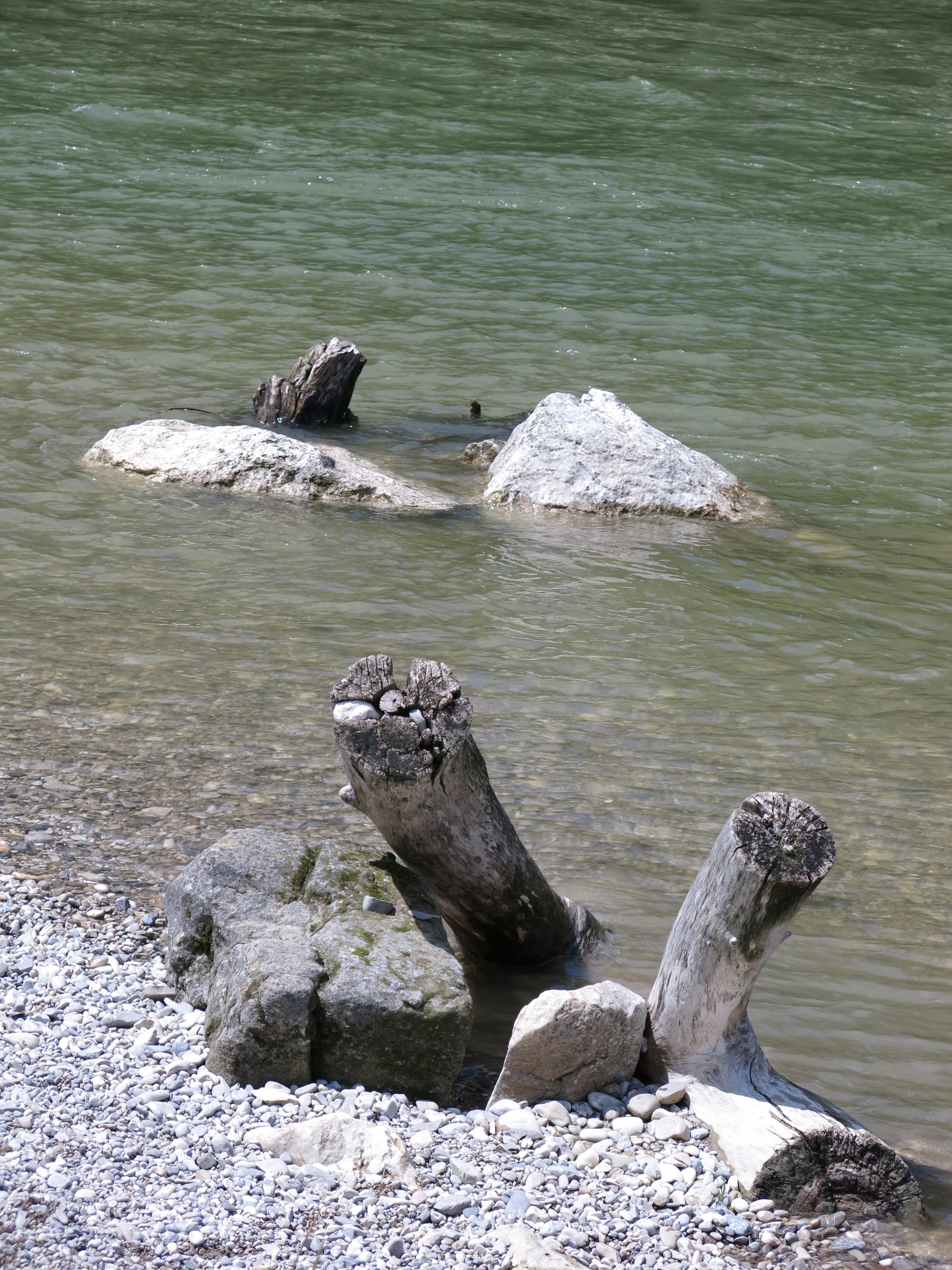
Totholz und Steine
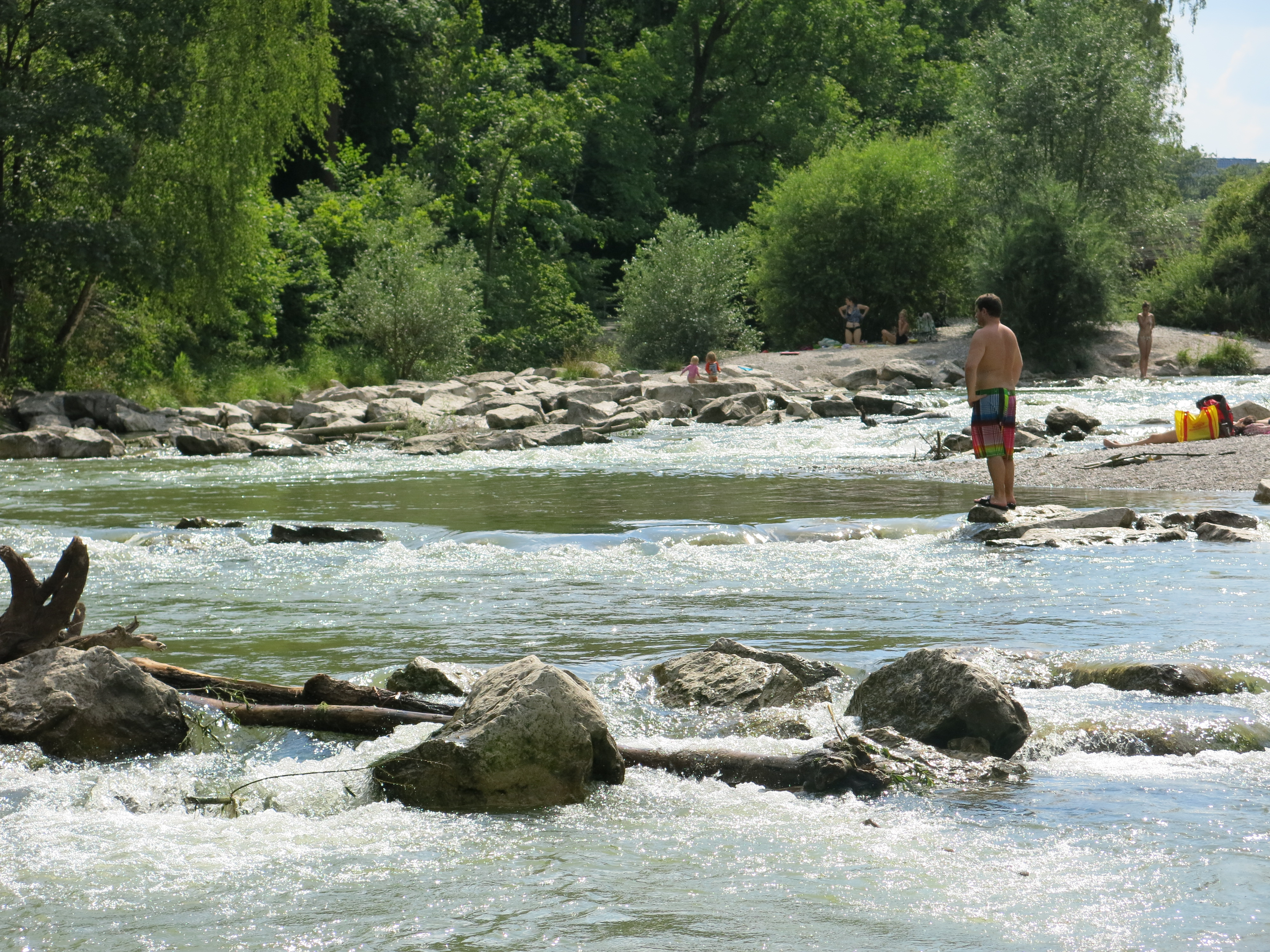
Mäandernder Flusslauf
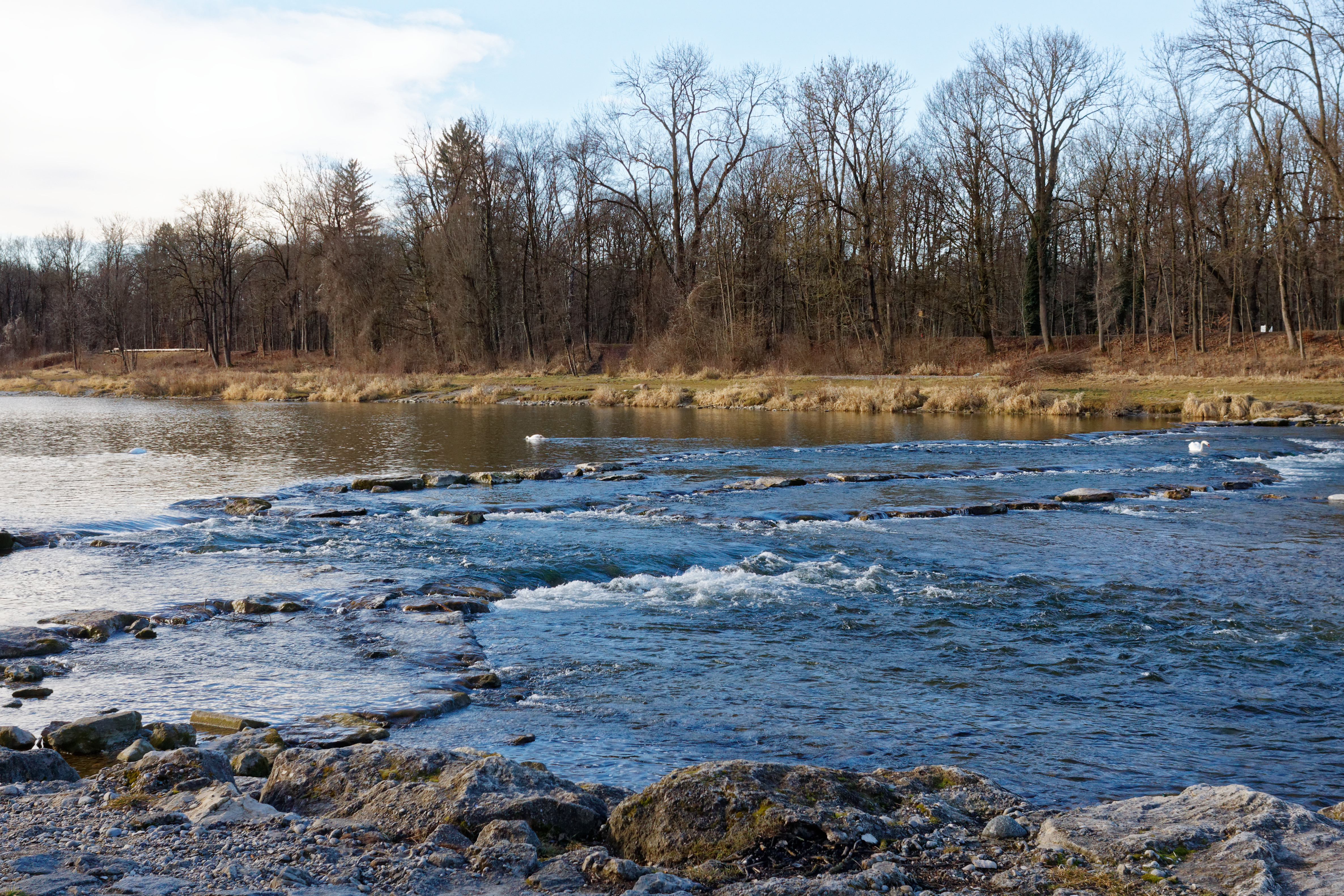
Öko-Sohlrampe

## Sauberes Wasser
Von Anfang an war auch die Sauberkeit des Isarwasser Ziel des Isar-Plans. Im Bemühen um eine Umsetzung der Wasserrahmenrichtlinie der Europäischen Union war ein wesentlicher Aspekt, eine hygienisch saubere Isar zu erlangen. Möglich war dies nur durch eine Verbesserung der Abwassersituation im Isar-Oberlauf. Alle kommunalen Kläranlagen oberhalb Münchens an Isar und Loisach, aber auch die Münchner Kläranlagen wurden mit bakteriologischen Reinigungsstufen mittels UV-Bestrahlung ausgestattet. Vorteilhaft für die Wasserqualität und die ökologischen Verhältnisse im Fluss ist auch die Mindestwasserführung in der Isar. Die Stadtwerke München verpflichteten sich im Rahmen des Isar-Plans vertraglich in der Ausleitungsstrecke der Isar im Jahresdurchschnitt zu einer Wasserführung von mindestens 12 m³/s statt der früheren 5 m³/s. Die Badegewässerqualität der Isar im Einzugsbereich von München ist einmalig in ganz Europa. Das Umweltreferat der Stadt München hat für den größten Teil der renaturierten Isar Badeerlaubnis erteilt, und zwar für den Bereich zwischen Flaucher und der südlichen Stadtgrenze. Explizit ist Baden ebenso erlaubt zwischen Wittelsbacherbrücke und Reichenbachbrücke.

## Freizeitparadies
Der Isar-Plan hat München und den Münchnern ein Erholungsgebiet mit hoher Qualität beschert. Die Uferflächen bieten Raum für Erholung, Sport und Spiel. Kleinere Grünflächen werden regelmäßig gemäht. Volleyball und Fußball werden dort gespielt. An sonnigen Wochenenden zieht es die Münchner in Scharen an die Isar, sie flanieren an den Ufern und sie lagern und spielen auf den Kiesbänken. Die Pfeiler der Brudermühlbrücke sind Arbeitsfläche junger Künstler(gruppen), die dort in Kooperation mit dem Kulturreferat der Stadt ein- bis zweimal jährlich Graffiti anbringen. Seit Juni 2011 kann die Isar auf der gesamten Strecke in ihrer neuen Vielfalt zwischen Großhesseloher Wehr und dem Deutschen Museum erlebt werden.

Naherholung an der Isar
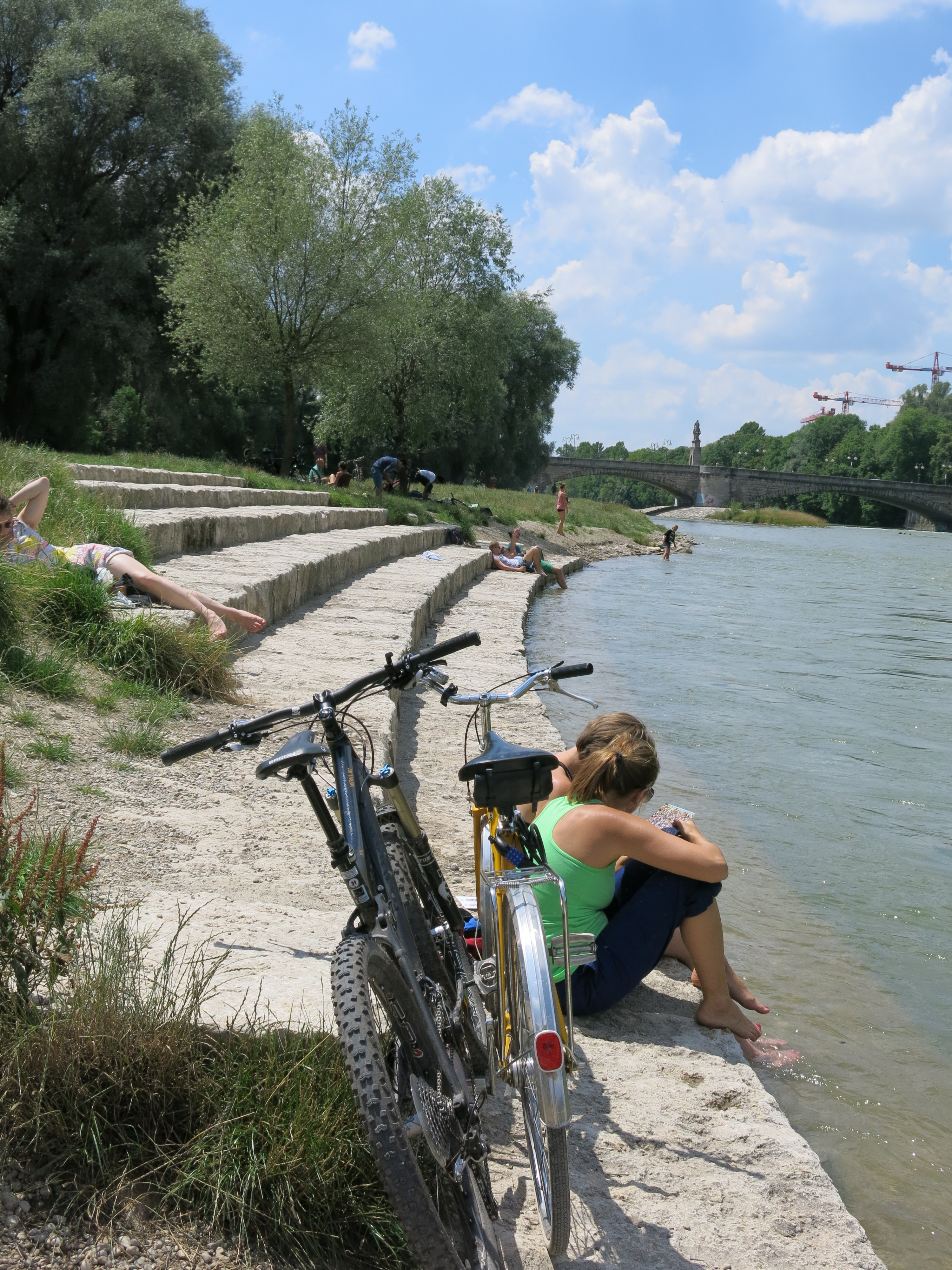
Sitzterrasse
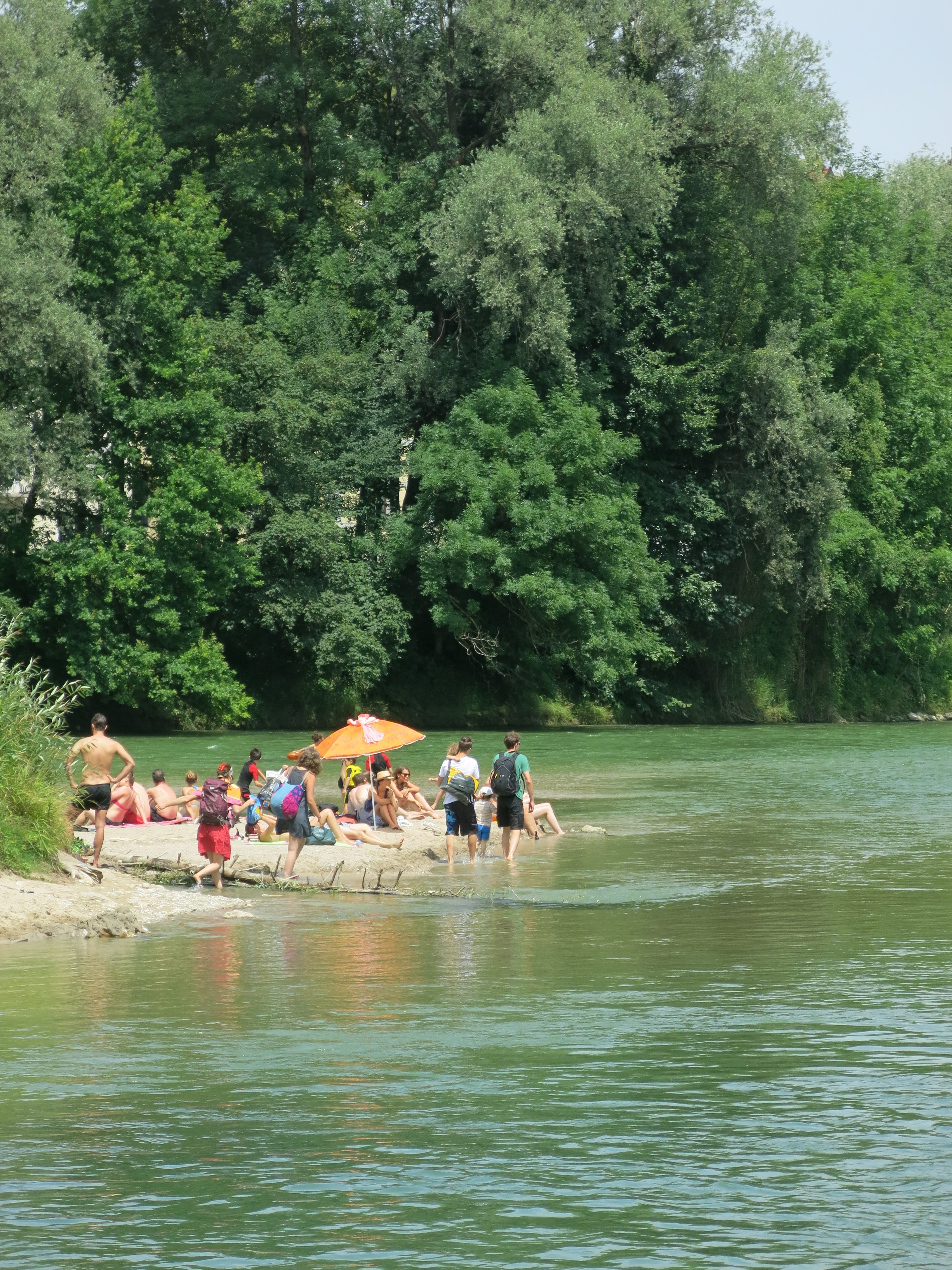
Inselspaß
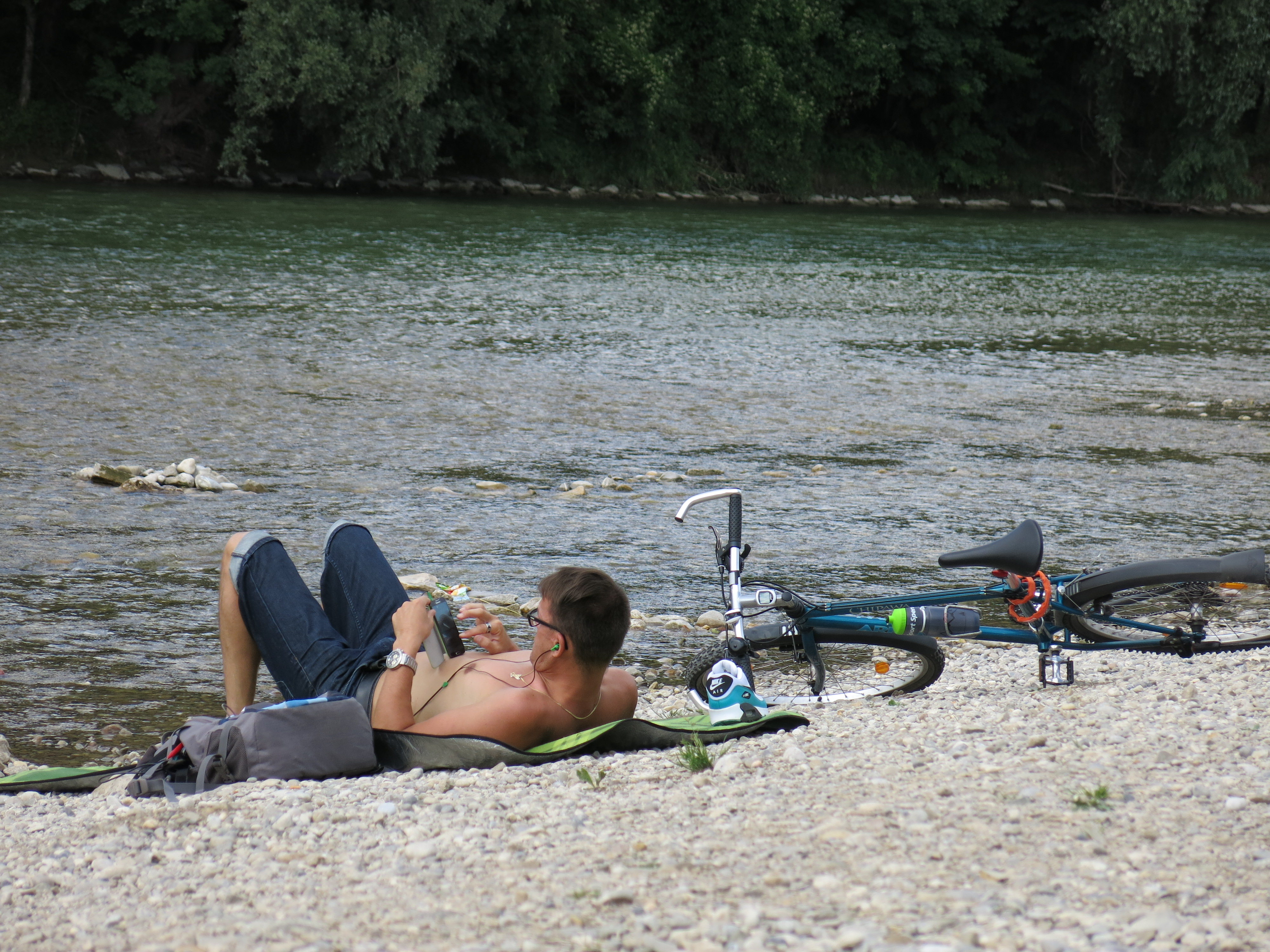
Mittagspause
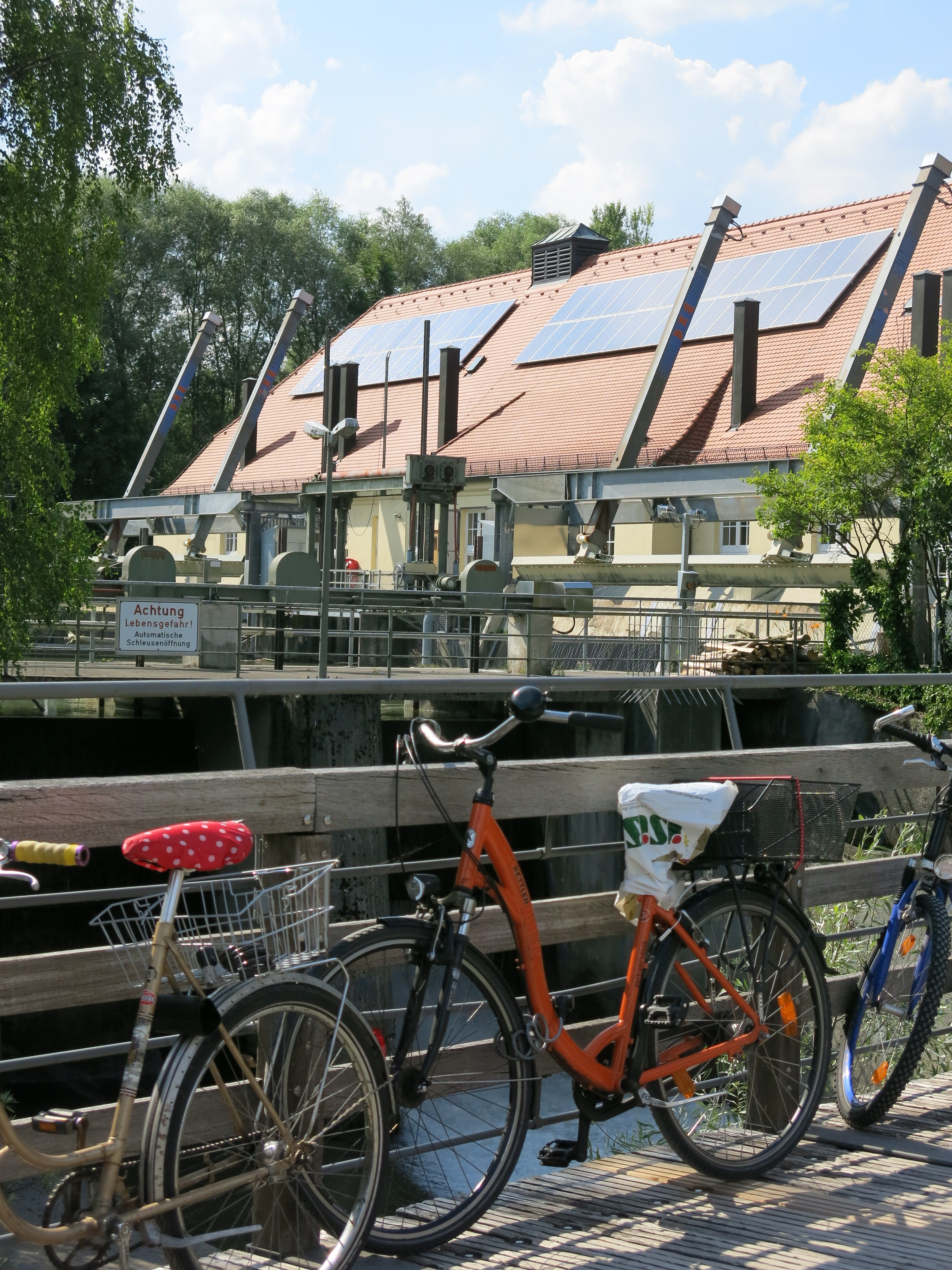
Radl am Steg
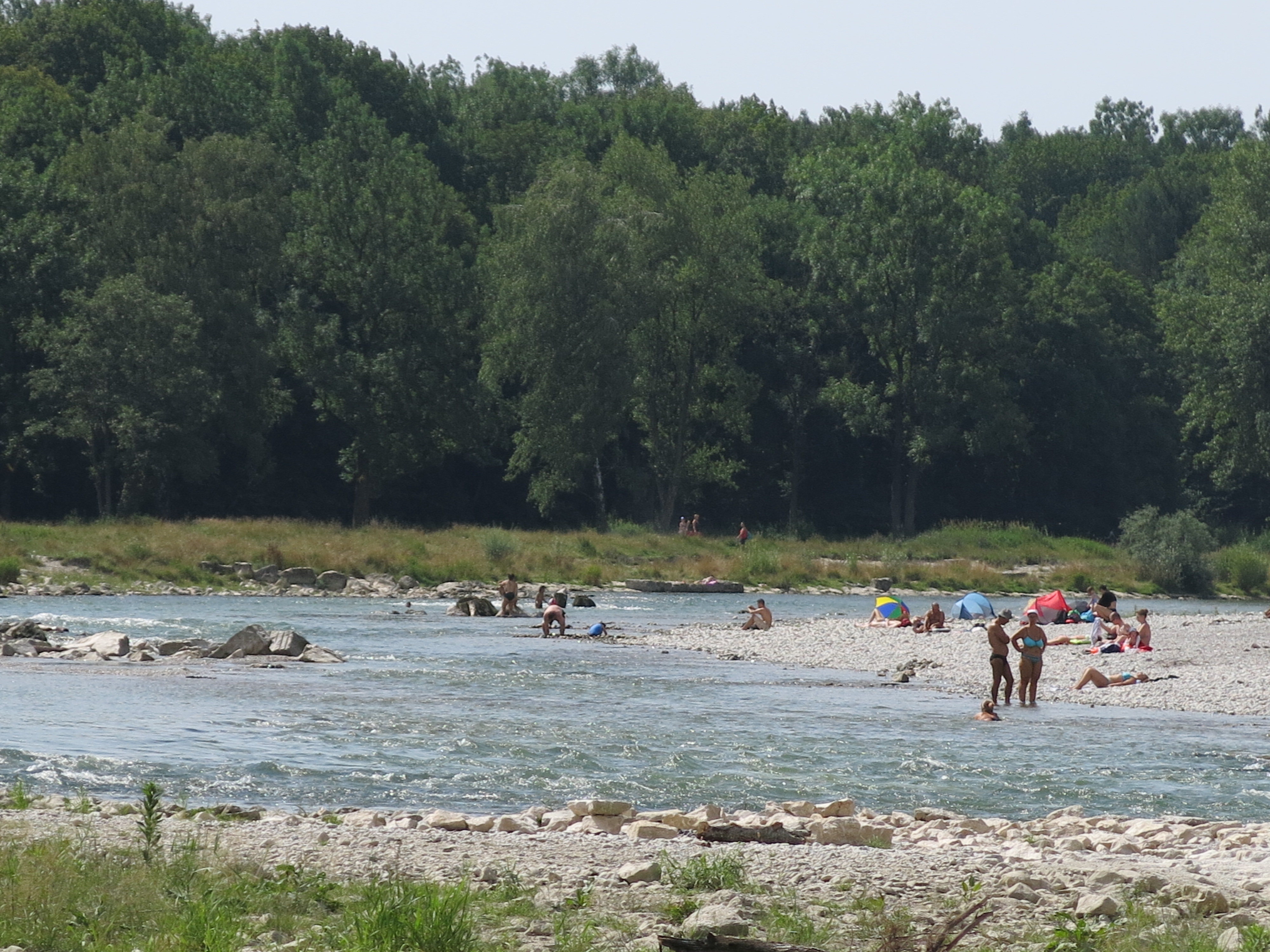
Isar, verbaute Steine
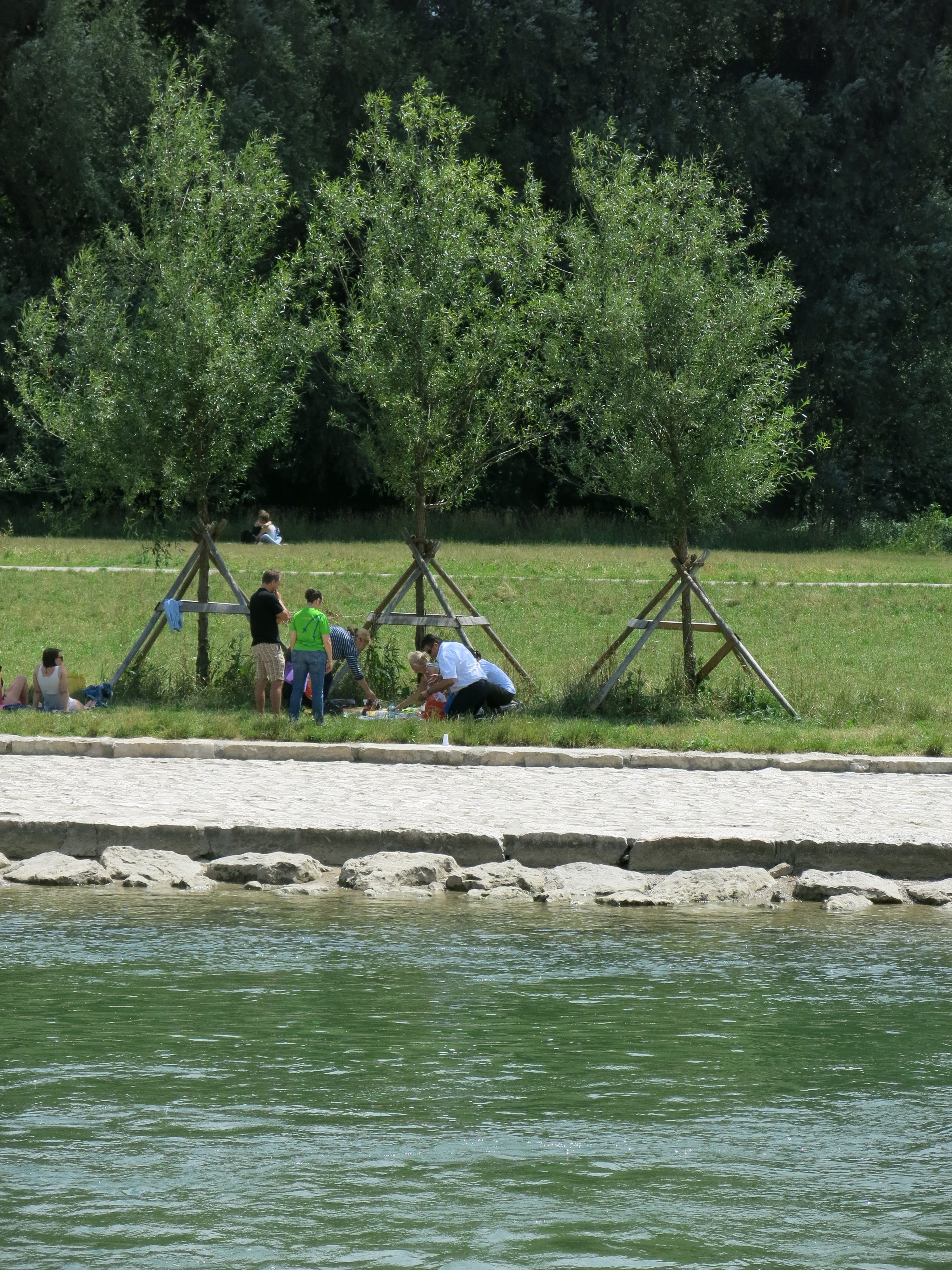
Neue Weiden

## Konflikte
Die drei Projektziele Hochwasserschutz, Renaturierung und Freizeitnutzung waren nicht immer ohne Probleme zu vereinbaren. Hinzu kamen Kontroversen darüber, nach welchem Leitbild die Flusslandschaft in der Stadt entwickelt werden sollte. Der Wettbewerb der Landschaftsarchitekten für den Abschnitt zwischen Braunauer Eisenbahnbrücke und Deutschem Museum erbrachte zwei Preisträger mit radikal unterschiedlichen Entwürfen. Der erste Preisträger, das Büro Irene Burckhardt, setzte auf einen urbanen Fluss. Beton sollte sichtbar sein, und die Führung des Hauptflusses und eines Nebenarms gestalten. Ziel war, die Gestaltung als bauliche Maßnahme und den Fluss als Menschenwerk erkennbar zu machen. Die Zweitplatzierten, das Büro Winfried Jerney, nahm sich den Wildflusscharakter am Flaucher zum Vorbild und ging auf die große Wertschätzung dieses Landschaftsbildes in der Bevölkerung ein. Sein Entwurf bekam in der Debatte die Bezeichnung naturnah. Bürger und die Bezirksausschüsse sprachen sich eindeutig dafür aus, den zweiten Preis zu verwirklichen. Nach einer umfangreichen Diskussion in den Jahren um 2004 wurde der überarbeitete Entwurf des Zweitplatzierten zur Grundlage der Umsetzung.

## Renaturierte Isar
Seit Juni 2011 ist die Isar zwischen Großhesseloher Wehr und dem Deutschen Museum in ihrer neuen, natürlichen Vielfalt erlebbar. Der voralpine Wildfluss Isar zeigt heute seine Herkunft wieder und erledigt die wichtigste Aufgabe selbst – er formt sich sein Flussbett im Laufe der Zeit eigenständig. Im letzten Bauabschnitt zwischen Wittelsbacher Brücke und Deutschem Museum wurde der Fluss aufgeteilt in Haupt- und Seitenarme. Zwischen Wittelsbacherbrücke und Reichenbachbrücke entstand eine 1500 Quadratmeter große mit Weiden bewachsene Insel, die sogenannte Weideninsel, ein wertvolles Biotop für zahlreiche Tier- und Pflanzenarten. Die neuen Seitenarme bieten hervorragende Bedingungen für Fischfauna und Makrozoobenthos. Flachwasserzonen, Kieslückensysteme und strömungsberuhigte Bereiche bieten wertvolle vielgestaltige Lebensräume.

Natürliche Vegetation
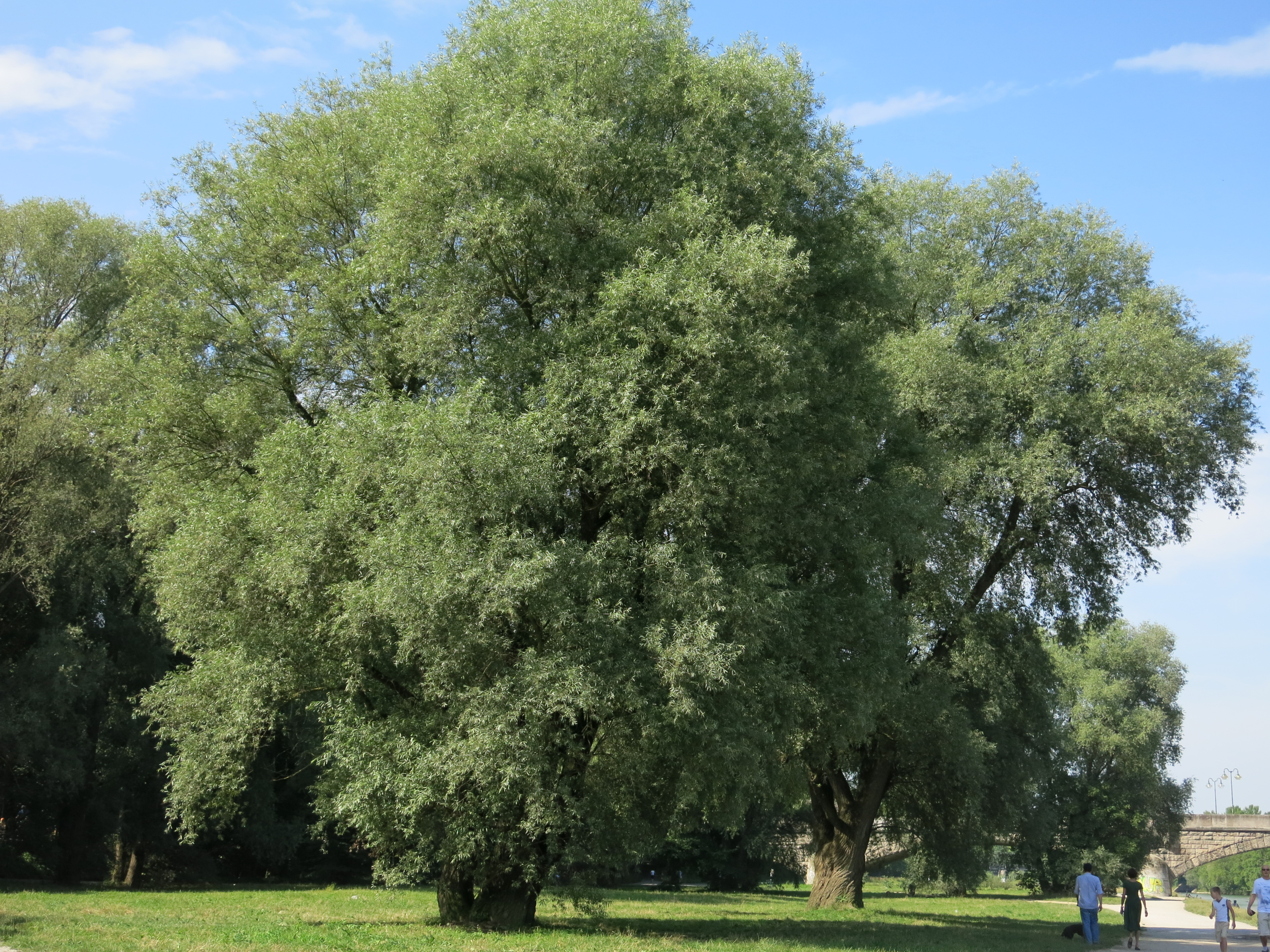
Silber-Weide
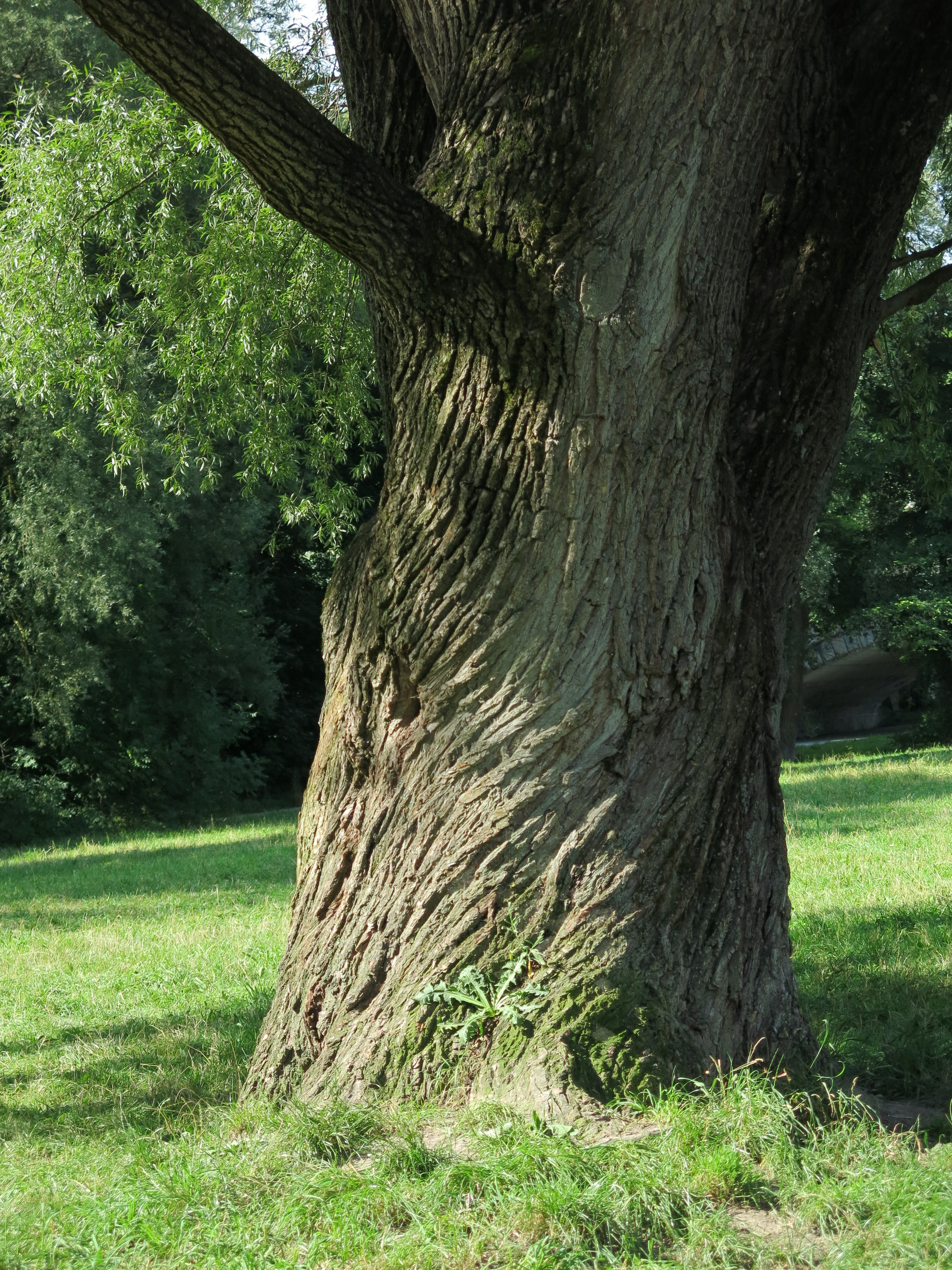
100 Jahre alt
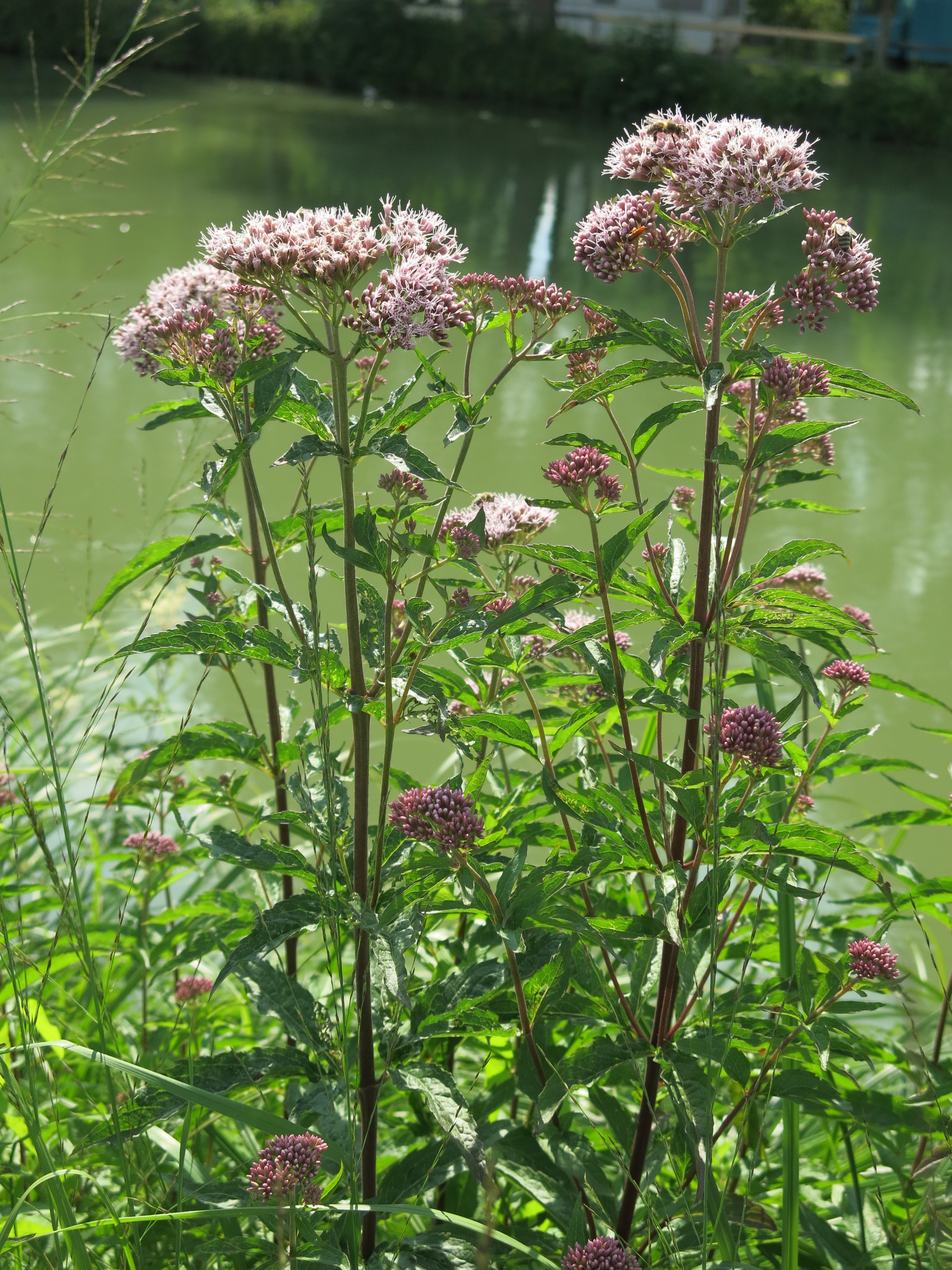
Gewöhnlicher Wasserdost
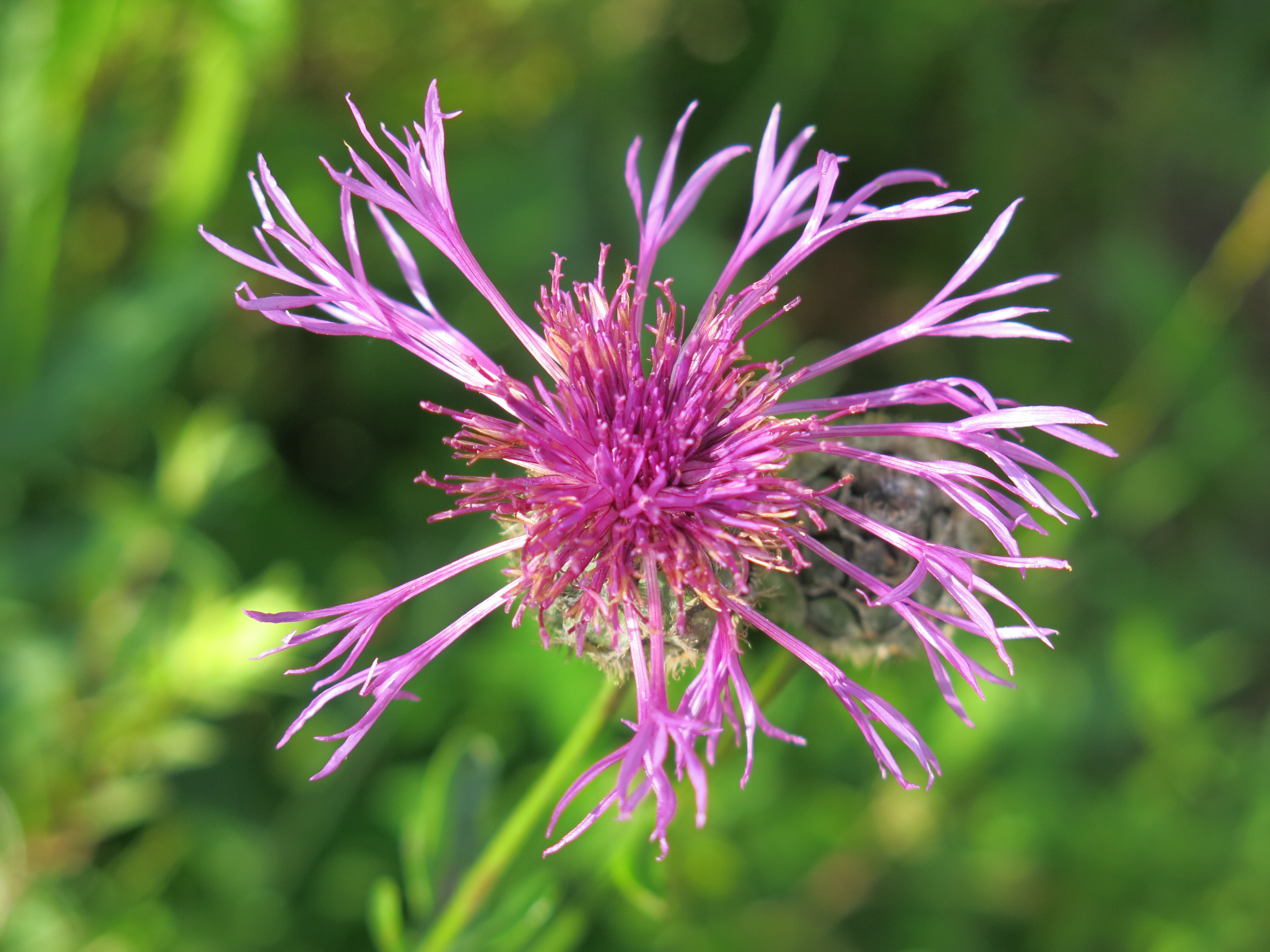
Flockenblume
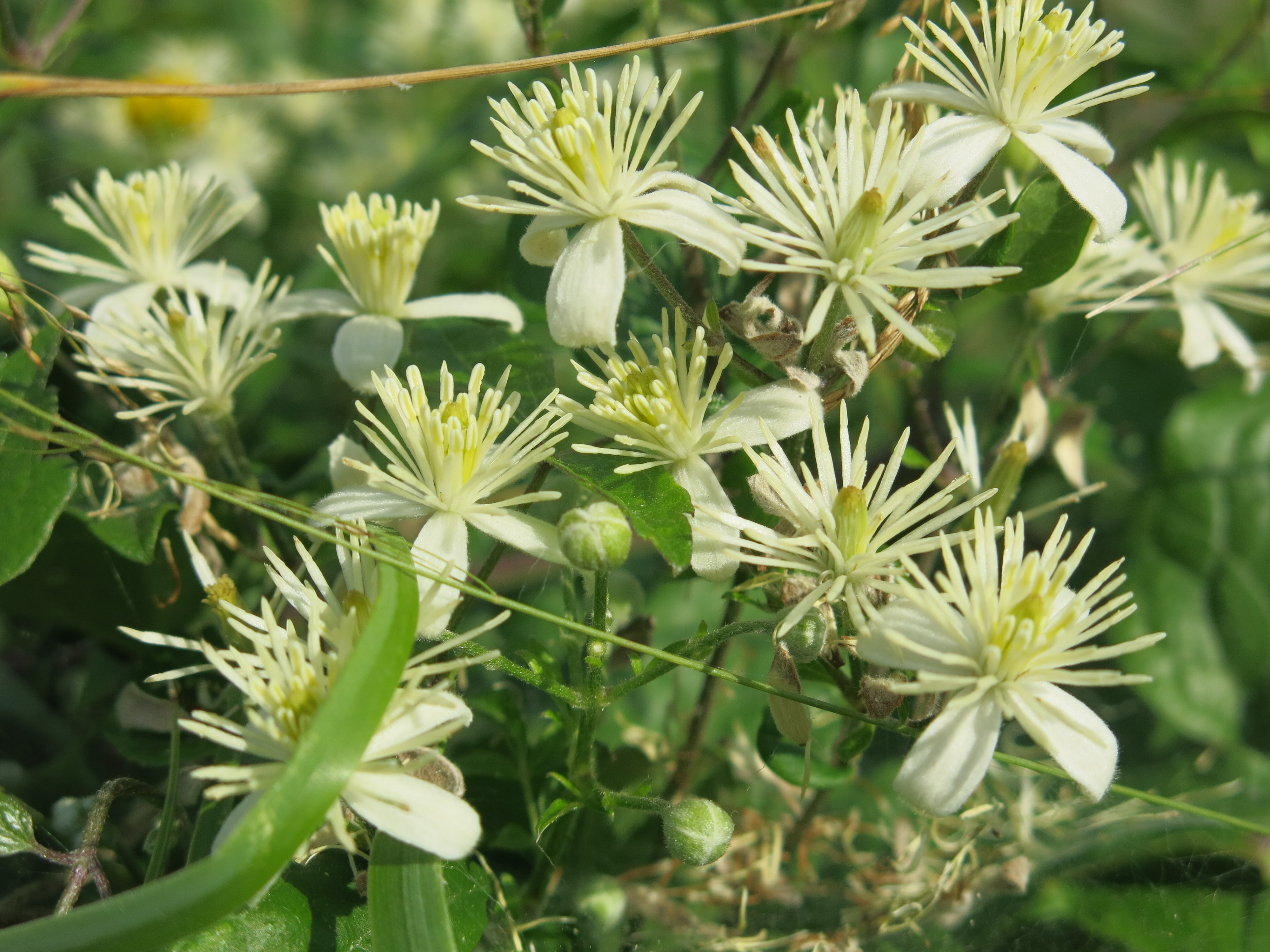
Gewöhnliche Waldrebe
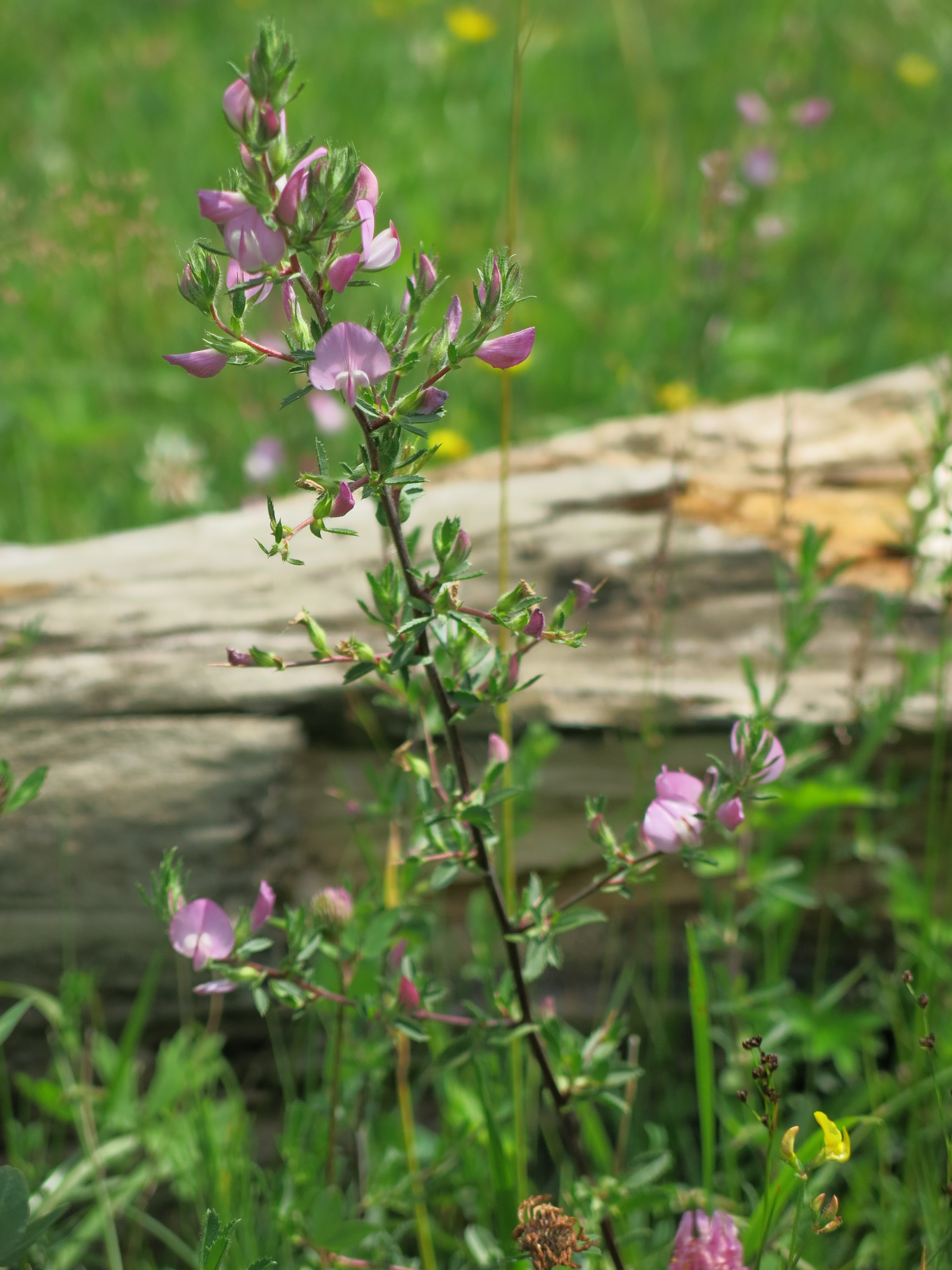
Dornige Hauhechel

## Die neue Isar
Die Isar ist wieder zum naturnahen Fluss geworden, dem man seine alpine Herkunft ansieht. Das kanalisierte Flussbett ist weitgehend verschwunden, die Ufer sind abgeflacht und naturnah umgestaltet. Kiesbänke, flache Ufer und kleine Inseln, Flachwasserzonen und Gumpen, Stromschnellen und ruhige Wasser wechseln sich ab. Der Baumbestand auf den Isardeichen hat die Jahre dauernden Baumaßnahmen mit Großmaschinen gut überlebt und ist langfristig gesichert. In einigen Bereichen steigen die Flachufer terrassenartig an. Die Isar kann sich in den neuen stark ausgeweiteten Grenzen wieder frei bewegen. Es kann mehr Wasser abfließen durch die Ausweitung und Tieferlegung der Hochwasserwiesen, und der naturnah geformte Fluss bietet mehr Lebensraum für Tiere und Pflanzen.

## Der Isar-Plan in Zahlen
| Länge           | 8 Kilometer                |
| Bauzeit         | Februar 2000 bis Juni 2011 |
| Aushub          | 1,3 Mio. Tonnen Erdreich   |
| Kiesbewegungen  | 290000 m³ umgelagert       |
| Sohlrampen      | 24 Stück neu und umgebaut  |
| Wasserbausteine | ca. 385 t eingebaut        |
| Kosten          | 35 Mio. Euro               |

## Auszeichnungen
Die Deutsche Vereinigung für Wasserwirtschaft, Abwasser und Abfall e.V. (DWA) hat 2007 erstmals den DWA-Gewässerentwicklungspreis für vorbildlich durchgeführte Maßnahmen zur Erhaltung, naturnahen Gestaltung und Entwicklung von Gewässern im urbanen Bereich verliehen. Die ersten – gemeinsamen – Preisträger sind das Wasserwirtschaftsamt München und die Landeshauptstadt München für das Projekt Isar-Plan.